# كوتان أباد
كوتان‌ أباد هي قرية في مقاطعة خوي، إيران. يقدر عدد سكانها بـ 603 نسمة بحسب إحصاء 2016.